# Snake Ridge
Lo Snake Ridge (in lingua inglese: Dorsale a serpentina), è una dorsale a serpentina, lunga 7 km, contigua all'estremità nordoccidentale della Mackin Table, nel Patuxent Range, nei Monti Pensacola, in Antartide. 
La dorsale è stata mappata dall'United States Geological Survey (USGS) sulla base di rilevazioni e foto aeree scattate dalla U.S. Navy nel periodo 1956-66.
La denominazione descrittiva è stata assegnata dall'Advisory Committee on Antarctic Names (US-ACAN), su proposta di Dwight L. Schmidt, geologo dell'USGS che ha svolto attività di ricerca in queste montagne nel periodo 1962-66.